# Luca Vanni
Luca Vanni (ur. 4 czerwca 1985 w Castel del Piano) – włoski tenisista.

## Kariera tenisowa
Jako zawodowy tenisista Vanni występuje od 2006 roku.
W grze pojedynczej awansował do 1 finału turniejów rangi ATP World Tour, w lutym 2015 roku w São Paulo, przechodząc najpierw przez eliminacje. Spotkanie o tytuł przegrał z Pablo Cuevasem.
W rankingu gry pojedynczej Vanni najwyżej był na 100. miejscu (11 maja 2015), a w klasyfikacji gry podwójnej na 204. pozycji (9 lipca 2012).

### Finały w turniejach ATP World Tour
| Legenda                                      |
| -------------------------------------------- |
| Wielki Szlem                                 |
| Igrzyska olimpijskie                         |
| Tennis Masters Cup / ATP Finals              |
| ATP Masters Series / ATP Tour Masters 1000   |
| ATP International Series Gold / ATP Tour 500 |
| ATP International Series / ATP Tour 250      |

#### Gra pojedyncza (0–1)
| Końcowy wynik | Nr | Data           | Turniej   | Nawierzchnia   | Przeciwnik   | Wynik finału     |
| ------------- | -- | -------------- | --------- | -------------- | ------------ | ---------------- |
| Finalista     | 1. | 15 lutego 2015 | São Paulo | Ceglana (hala) | Pablo Cuevas | 4:6, 6:3, 6:7(4) |